# 17108 Patricorbett
17108 Patricorbett è un asteroide della fascia principale. Scoperto nel 1999, presenta un'orbita caratterizzata da un semiasse maggiore pari a 2,8919171 UA e da un'eccentricità di 0,0275469, inclinata di 2,24912° rispetto all'eclittica.